# Trionyx
Trionyx är ett släkte av sköldpaddor. Trionyx ingår i familjen lädersköldpaddor.

## ArterenligtCatalogue of Life[1]
- Trionyx axenaria
- Trionyx triunguis